# Грищук, Николай Григорьевич
Николай Григорьевич Грищук (род. 26 декабря 1970 год, Бабаево) — мастер спорта России международного класса, тренер по гиревому спорту.

## Биография
Николай Грищук родился 12 декабря 1970 года в городе Бабаево.
Заниматься гиревым спортом Николай Грищук начал в 1986 году. В это время в городе работала спортивная секция, которую организовал тренер Владимир Леонидович Соловьев. Вначале к новому виду было тяжело привыкать, но спортсмен не сдался и постепенно стал демонстрировать успехи. В 1992 году стал лучшим спортсменом области. В 1993 году он, и его близкий друг Василий Зайцев, который также тренировался у Владимира Соловьева, стали чемпионами России. В Липецке под руководством тренера он занял 2 место на чемпионате мира в своей весовой категории.
В 1993 году ему было присвоено званием мастера спорта международного класса. В 2004 году занял третье место на Чемпионате страны по гиревому спорту. Согласно Приказу № 285-нг от 25 сентября 2009 года Министерства спорта, туризма и молодежной политики Российской Федерации, Николаю Грищуку была присвоена квалификационная категория «Спортивный судья всероссийской категории». В 2009 году был среди кандидатов на должность глав сельских и городских поселений Бабаевского муниципального района.